# Eric de Noorman

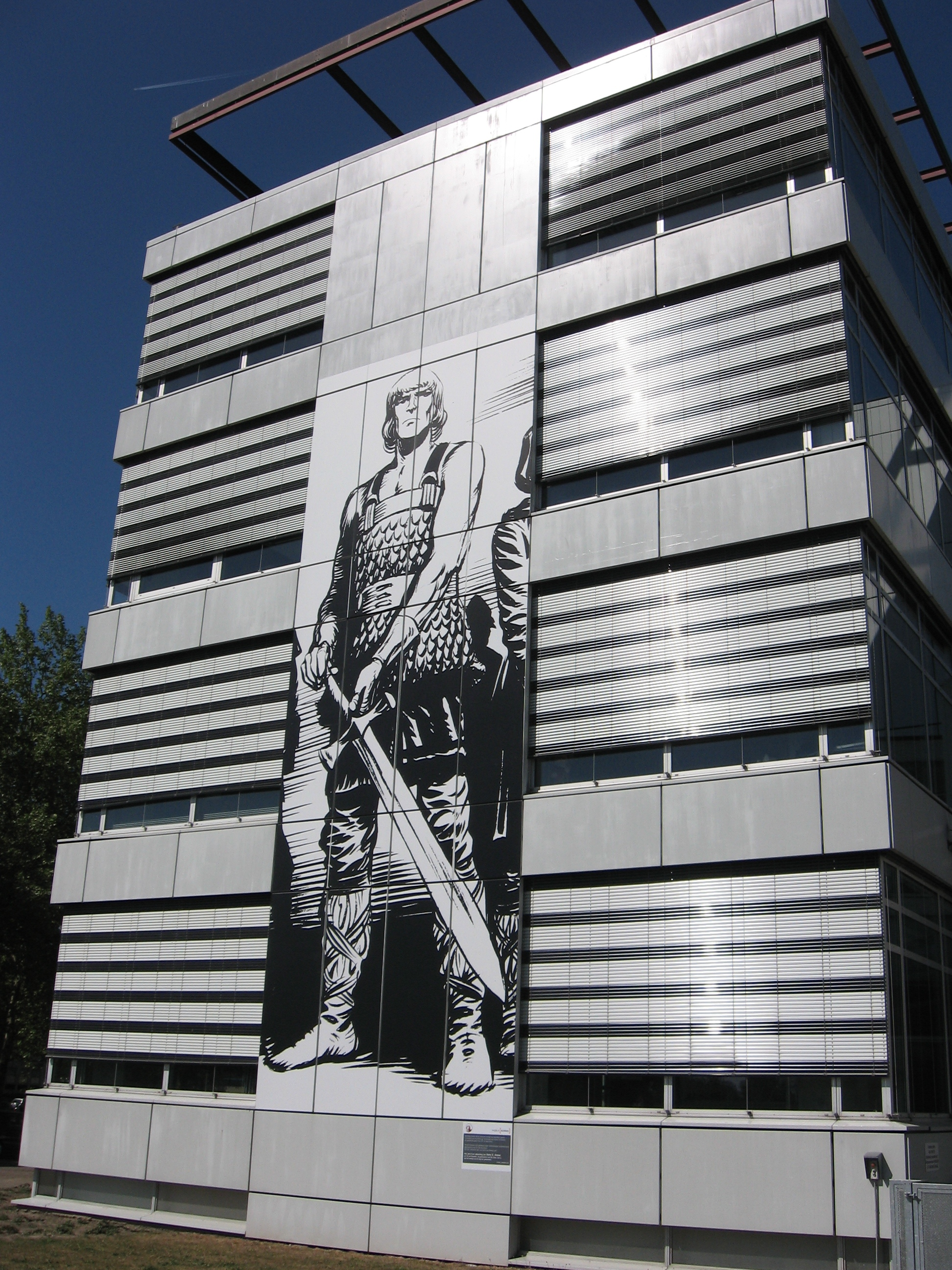
Eric de Noorman op een gevel in Arnhem als eerbetoon aan Hans G. Kresse

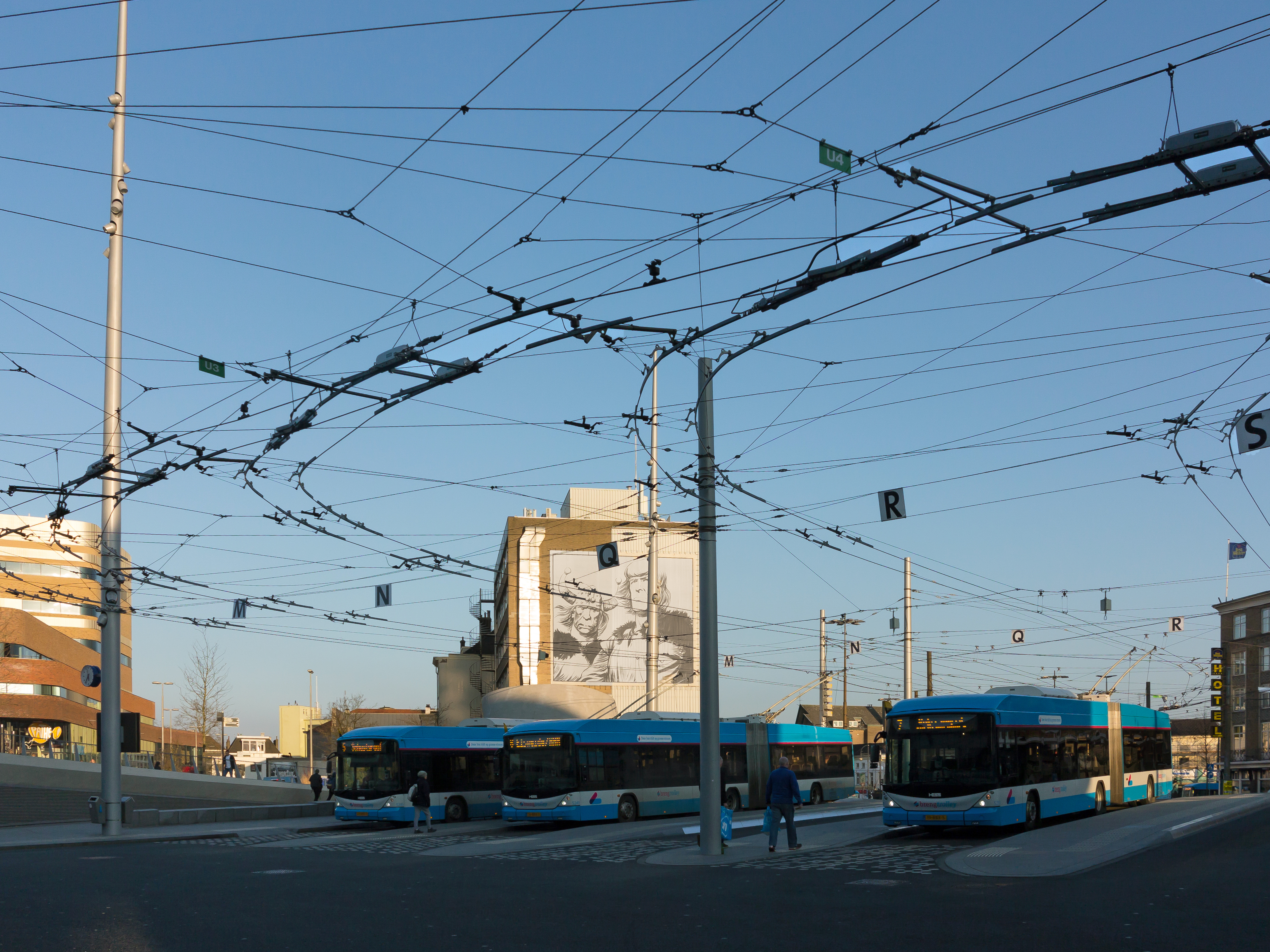
Eric de Noorman bij station Arnhem Centraal

Eric de Noorman is een Nederlandse tekststripreeks, getekend door Hans G. Kresse, die van 1946 tot 1964 als krantenstrip werd gepubliceerd. De verhalen draaien rond een vikingkoning, Eric, en zijn avonturen overzee. Vanaf 1948 werden ze in oblongformaat tegen 75 cent in grote oplagen verspreid, wat mede het grote verkoopsucces verklaart. De verhalen gingen door de handen van diverse uitgevers.
Samen met Kapitein Rob en Tom Poes behoort Eric de Noorman tot de 'grote drie' uit de Nederlandse stripgeschiedenis. De goed gedocumenteerde verhalen en tekentechnische kwaliteit worden nog steeds geroemd en beïnvloedden vele andere Europese stripauteurs. Eric de Noorman, onder andere in Het Vaderland geplaatst, is ook een van de weinige Nederlandse strips die ook in het buitenland populair was. In Vlaanderen werd de serie in Het Laatste Nieuws en De Nieuwe Gazet gepubliceerd en in Franstalig België in Le Soir. Behalve in het Frans, is de serie ook vertaald in het Duits, Engels, Fins, Portugees, Spaans, Zweeds en Fries.

## De verhalen
De eerste verhalen zijn soms historisch moeilijk te plaatsen en bevatten talloze  anachronismen. De reeks begint in het legendarische Atlantis, dat vele duizenden jaren geleden zou hebben bestaan. Via een aantal avonturen in sprookjesachtige sfeer komt Eric terecht in het Romeinse Rijk. In de arena in Rome levert hij een gevecht op leven en dood met keizer Commodus (177-192). Daarna keert hij terug naar Noorwegen, waar edellieden in monumentale burchten een leven leiden dat doet denken aan de volle middeleeuwen in Europa. In deze verhalen zijn echter ook veel elementen terug te vinden uit de Noorse mythen en sagen. Van tijd tot tijd trekt Eric - soms gedwongen door de omstandigheden - eropuit om op avontuur te gaan in andere delen van de wereld.
Halverwege de serie, zo ongeveer vanaf De Witte Raaf, komt er meer lijn in. Kresse gaat zich steeds beter documenteren en de tekeningen worden historisch betrouwbaarder. Ook zijn de personages in deze latere verhalen minder "zwart-wit". Voortaan spelen de avonturen van Eric de Noorman zich af in de vijfde eeuw en zijn zij gesitueerd in het Noord-Atlantische gebied, met name op de Britse Eilanden. De legendarische (?) Britse koningen Vortigern/Vitalinus en Arthur/Artorius Dux Bellorum figureren in deze latere verhalen. Ook zien we Eric nu te midden van historische figuren als Attila de Hun en diens tegenspeler de Romeinse veldheer Aetius. Tegelijkertijd verdwijnen de magische componenten uit de strip. Het laatste verhaal met enige bovennatuurlijke elementen is Svidjold's offer en in dat verhaal is de magie al twijfelachtig, aangezien de vloek waar het om draait ook gezien kan worden als een inbeelding van het slachtoffer.

## Opbouw van de serie
In grote lijnen zijn er vijf perioden te onderscheiden
- Atlantis (1-5)
- Wereldreis (6-14)
- Detectives (15-25)
- Epische verhalen (26-34)
- Historische verhalen (35-66)

## Historische achtergrond
De strip bevat veel elementen die aan de historische werkelijkheid zijn ontleend. Eric bezoekt onder meer de Muur van Hadrianus en Tuaim Mor (Grote Grafheuvel). Deze is in werkelijkheid de holle grafheuvel New Grange in Ierland. Kresse tekent zelfs de spiraalsteen bij de ingang. In zijn fantasie verplaatst hij Carnac (avenues) en Stonehenge naar deze grafheuvel. Ook de brochs (burchten van voorvaderen van de Picten) zijn naar de werkelijkheid getekend, zoals Jarlshof op de Shetlandeilanden. Erwin heeft zijn hoofdkwartier op de Traprain Law (law betekent heuvel) in Schotland, waar zich een heuvelfort van de Gotodin (Votadini/Gododdin) bevond. Wel houdt Kresse zich niet geheel aan de exacte ligging. Bij Erwins bezoek aan Shetland tekent Kresse de Mousa Broch en het fort  Clickhimin. De genoemde Picten gebruikten symbolen die zij onder andere op staande stenen aanbrachten: de Pictische steen. In de verhalen over Eric en Erwin komen deze symbolen voor, zoals de liggende maansikkel met V-roede. Ook de Germaanse runen worden afgebeeld (op perkament, goud, steen en hout). In de verhalen komen bijvoorbeeld ook nog staande stenen, steenkringen, hunebedden, tumuli en Romeinse villa's, wegen  en forten voor.
Het legendarische rijk Atlantis plaatst Kresse ten dele in het gebied van de Inca's, zoals blijkt uit de aanwezigheid van de lama en het legendarische rijk Mu bevindt zich bij hem deels in Australië, gezien de aanwezigheid van de emu.

## Noordse mythologie
In de avonturen van Eric de Noorman speelt de Noordse mythologie aanvankelijk een belangrijke rol. Genoemd worden bijvoorbeeld:
- Dvergars: dwergen uit Scandinavië
- Hati en Sköll: wolven die zon (Sol) en maan (Mani) achtervolgen en zons- en maansverduisteringen veroorzaken
- Mani: personificatie/god van de maan (schone jongeling; zijn zuster: Sol)
- Odin: de oppergod, die gekenmerkt wordt door de aanwezigheid van slechts één oog
- Ran: een godin van de zee
- Sol: de zon, zuster van Mani
- Tyr: de oorlogsgod die in de avonturen voorkomt via het zwaard Tyrfing, dat magische krachten heeft
- de Vala: bedoeld wordt Vola de Sibyl (profetes), maar in de verhalen heeft zij ook elementen van de Nornen (schikgodinnen)

## Gebruik van namen
Hans G. Kresse gebruikte soms namen die aan de werkelijkheid waren ontleend. Voorbeelden hiervan zijn:
- Hualpa, een rijk binnen het legendarische  Atlantis, is ontleend aan Atahualpa, de laatste vorst van de Inca's uit Peru
- Ishanta, de zuster van Erics vrouw Winonah, is afgeleid van Ashanti, het rijk met een hoge beschaving in het westen van Afrika
- Mohaka, een Indiaanse vriend van Eric, verwijst naar de Mohawk, een stam behorend tot de  Haudenosaunee (Irokezen) uit het noorden van de huidige VS
- de Vala, een profetes, slaat op de profetes Vola de Sibyl

## De vrouwen in het leven van Eric de Noorman
- Winonah: zijn echtgenote, afkomstig uit Atlantis
- Dzilah: tovenares uit Atlantis
- Lotus van Jade: dochter van de keizer van China
- Heidrun: dochter van kasteelheer Olaf van het slot Tyrfing
- Lioma: dochter van het stamhoofd Kaldra
- Kara: gewetenloze slotvoogdes van Myrkven
- Chu Ghandra: dochter van de steppenvorst Bor Khan
- Branwen: sluwe intrigante, dochter van Cendrach de scheepsbouwer

## Personages in Eric de Noorman
De belangrijkste personages, naast de hoofdpersoon zijn
- Winonah - zijn vrouw
- Pum-Pum - de trouwe dwerg
- Erwin - Erics zoon
- Yark de Stijfhoofdige - een opvliegende Noorse edelman
- Halfra - de standsbewuste edelman
- Axe de Boogschutter - vriend en rivaal van Erwin
- Aranrod - echtgenote van Axe en koningin van Harragh (Harris/Na Hearadh in de Hebriden) [in de Keltische mythologie is Arianrhod een vrouw die in contact staat met Math, heer van Gwynedd, een gebied in Wales]
- Orm de Roerganger - de pessimistische stuurman
- Ragnar de Rode - de onberekenbare piratenhoofdman
- Cendrach de Scheepsbouwer - een oude Keltische vakman
- Branwen - dochter van Cendrach, die soms de Tuatha Dé Danann (Iers godengeslacht) aanroept die de demonische Fomori moeten verdrijven; in de Ericverhalen zijn de Fomori echter Picten in de Schotse   Hooglanden [in de Keltische mythologie is Branwen de echtgenote van Matholwch, koning van Ierland. Zij is uit Wales afkomstig en Branwen betekent vertaald uit het Welsh: Witte Raaf]
- Svein Langtand - de vechtlustige Saksische metgezel
- Baldon - roofridder, aartsvijand en pleegbroer van Eric
- Lauri - magiër, een aartsvijand van Eric
- Attila de Hun - Hunnenvorst [historische figuur uit vijfde eeuw]
- Bleda - Attila's broer [idem]
- Vortigern- Britse koning [historische figuur (?); high king van Britannia in vijfde eeuw; mogelijk werkelijke naam: Vitalinus; Vortigern betekent: grote koning] [opgevolgd door historische (?) Ambrosius Aurelianus]
- Artor- Britse krijgsheer [historische figuur (?); mogelijk: Artorius Dux Bellorum: Britse legeraanvoerder uit vijfde eeuw;  Arthur genoemd in de Annales Cambriae (Annalen van Wales, middeleeuwen) en Gododdin (gedicht van Aneirin, Welshe dichter uit zesde eeuw)] [latere zogenaamde koning Arthur]
- Hengist en Horsa- Saksische legeraanvoerders [historische (?) Hengest en Horsa: figuren uit vijfde eeuw; namen betekenen: paard]

## Personages in Erwin de Noorman
De belangrijkste personages, naast de hoofdpersoon zijn
- Ingrid - zijn vrouw
- Typiawn -  overleden echtgenoot van Yn [historisch: Typiawn/Tybion: zoon van Cunedda, evenals Meriawn/Meirion; Typiawn/Tybion stierf in Manaw Gododdin; vijfde eeuw; Gododdin of Gotodin of Votadini: volk tussen Forth en Clyde]
- Coroticus - hoge functionaris van Cole Hen/Caelius Votepacus [historisch: Coroticus/Ceredig: koning van Dumbarton; vijfde eeuw]
- Cole Hen/Caelius Votepacus - koning (high king) met Romeinse achtergrond in gebied  waar Erwin heerste: [historisch: Coel Hen/Caelius Votepacus: koning in grensgebied van Schotland en Engeland met aanvankelijk zijn hoofdkwartier in Eburacum (York) in vierde/vijfde eeuw ("hen" betekent: oud en "votepacus": excellent)]
- Meriawn - zoon van Yn en Typiawn en achterkleinkind van Cole Hen/Caelius Votepacus [historisch: Meriawn/Meirion: zoon van Cunedda, evenals Typiawn/Tybion; vijfde eeuw]
- Dunadh - koning (petty king) en voorganger van Erwin in gebied van de Gotodin [historisch: Dunadd: hoofdstad van de Scoti in Dalriada, huidige Argyll in zuidwesten van Schotland; Scoti kwamen uit Ierland in de vijfde eeuw] [Gotodin/Gododdin/Votadini: Britse stam tussen muren van Hadrianus en Antoninus Pius; hoofdstad op Traprain Law]

## Uitgaven
In totaal zijn er 67 verhalen van Eric de Noorman uitgebracht in de periode 1946-1964. Twee jaar later, in 1966 (tot 1974), tekende Kresse nog een spin-off rond Erics zoon, Erwin, genaamd Erwin, de zoon van Eric de Noorman. Deze verhalen waren geen tekststrip, maar een balloonstrip. Deze verscheen onregelmatig. Later, in 1985, verscheen nog het Eric-verhaal De vrouw in het blauw.
Ook van de Eric de Noorman-cyclus zijn verhalen bewerkt en in ballontekstvorm uitgebracht. Zo verscheen het verhaal Schipbreukelingen in Rome (ook uitgegeven onder de titel Gevangenen der Romeinen) in 1947/'48 als ballontekststrip in het Tom Poes Weekblad. Het verhaal De geschiedenis van Bor Khan verscheen in 1988/'89 in het Sjors en Sjimmie weekblad. Deze bewerking werd opnieuw ingekleurd.
Vanaf 1976 worden de verhalen heruitgegeven door Panda. Begonnen is met De jeugd van Eric de Noorman, geïllustreerde verhalen die naast de genoemde stripreeks van 1951-1955 gepubliceerd waren in het jeugdblad Pum-Pum, gelieerd aan Het Laatste Nieuws. In drie albums herdrukt in 1976, 1977 en 1978. De tekeningen waren achtereenvolgens van Hans G. Kresse, Dick de Wilde en Gerrit Stapel. De tekst werd onder anderen door Dirk Huizinga verzorgd. Lex en Anneke Ritman deden de tekstcorrectie voor de drie genoemde albums. Het blad Pum-Pum was via de stripverzamelaars Roger Decadt en Ton Konincks vanuit België bij Lex en Anneke beland. Na veel kopieerwerk in Voorburg bij het warenhuis de Vendet kreeg o.a. Hans Matla het werk in handen en besloot De Jeugd van Eric de Noorman in boekvorm uit te brengen. Gezien het bereikte succes besloot hij de reeks voort te zetten met de ondertekststrip Eric de Noorman (1946-1964), zodat alle Eric-verhalen beschikbaar kwamen voor de verzamelaars. Later volgde nog een tweede serie, nu met eveneens de ballontekststrip Erwin de Noorman, die vanaf 1966 tot 1974 in het stripblad Pep had gestaan. In album 21 waren alle reizen van Eric door Lex Ritman in kaart gebracht. De albums 21 en 24 voegden veel extra materiaal toe. In de reeks was nu ook het in 1985 uitgebrachte Eric-verhaal De vrouw in het blauw afgedrukt.

## Titellijst Eric de Noorman-verhalen
- Met de titels zoals de auteur ze uiteindelijk wenste

Eerste publicatie: V1—V47 in Het Laatste Nieuws, V48—V66 in Het Vaderland, V67 in boekvorm, V68 in Volledige werken (Panda). Achter de titel het aantal afleveringen van het verhaal:
- 1	De Steen van Atlantis   190
- 2	De sultan van Akaiim   39
- 3	Het water des levens   51
- 4	Het stenen beeld (ook: Het stenen afgodsbeeld)   42
- 5	De ondergang van Atlantis   66
- 6	Schipbreukelingen in Rome (ook: Gevangenen der Romeinen)   51
- 7	De valse koning   68
- 8	De moordenaar van koning Wogram	20
- 9	Het goud der Ozmecs 	83 (in Vlaamse reeks deels gepub. als De Zonaanbidders)
- 10	De dodenridders	31
- 11	De wonderen van Mu (in TPW: De woudkoning)	88
- 12	Het geheim van het grafgewelf	27
- 13	Het Rijk van het Midden (in HLN: Eric in het Hemelse Rijk)	70
- 14	Storm over China	83
- 15	De zoon van Eric	116
- 16	De zwarte ruiter	42
- 17	De boog van Allard	36
- 18	De Koning der Steppe (ook: De Koning der Steppen)	90
- 19	Het Tyrfing-mysterie	58
- 20	De Twintig Laatsten	31
- 21	Heidrun (ook: Strijd om Heidrum)	62
- 22	De prijs der wrake	100
- 23	De vloek van het goud	48
- 24	Het moerasmonster	35
- 25	Het Land der Duisternis	176
- a   De wolven van Scorr
- b   Het verbond der groene dolken
- c   Het geheim van de verboden stad
- 26	De burcht van Myrkven (in HLN: Het geheim van de drakkar)	62
- 27	De heer der Heruli	72
- 27a	De gebroken pijl	26
- 28	De geschiedenis van Bor Kahn:	188
- a  Het spoor van het zwaard (in HLN: De jacht op het zwaard)	(52)
- b  Het pad der verschrikking	(80)
- c  De weg der gedoemden (in HLN: Het lokkende zwaard)	(56)
- 29	Gunnar, de gevreesde	26
- 30	Het offer van Svitjold (ook: Svitjold’s offer)	60
- 31	Het teken der Joms	64
- 32	De Witte Raaf	144
- 33	De scheepsbouwer	92
- 34	De Wolf en de Havik	120
- 35	De prooi van de Rode Rots	62
- 36	Het raadsel van Tuaim Mor (in HLN: Het raadsel van Tuaiim Mor)	72
- 37	De gouden droom	48
- 38	De Romeinse helm	60
- 39	De koningin van de eilanden	52
- 40	De grote beslissing	82
- 41	De banneling van IJsland	36
- 42	Het Land der Witte Mannen	88
- 43	Het loon der hebzucht	48
- 44	De verloren Viking	50
- 45	De zwarte piraat	92
- 46	De ontembare	145
- 47	Ingrid	65
- 48	Het bronzen paardje	65
- 49	De Stormvogel (in Vaderland: Stormvogel)	40
- 50	De ring van Fergus (incl. part 2: Het Stormt In Ierland) 	130
- 51	De vissers van de Zwarte Klip	70
- 52	Het recht der lange lansen	50
- 53	Wigberth’s wraak (in HLN: De wraak van Wigberth)	68
- 54	De onwillige held	55
- 55	De huid van de beer	73
- 56	De schaduw der steppen	55
- 57	De vlammende gesel	80
- 58	Het zevende paardje	32
- 59	De ring van Honoria	67
- 60	De laatste slag	220
- 61	De gezworenen	40
- 62	De pelsjager	65
- 63	Het wolvenjong	114
- 64	Het raadsel Egil	84
- 65	De stille strijd	42
- 66	De eerloze krijg	136
- [67]	De vrouw in het blauw	20
- [68.1]	[De terugkeer van de koning] 	(1e opzet)	2
- [68.2]	[De terugkeer van de koning] 	(2e opzet)	4¹/³
- [68.3]	[De terugkeer van de koning] 	(3e opzet)	2 x ²/³
- [68.4]	[De terugkeer van de koning] 	(4e opzet)	9
- [68.5]	[De opstand]  	(5e opzet)	8
- [68.6]	[De opstand] 	(6e opzet)	2
- [68.7]	[De opstand] 	(7e opzet)	7
- [68.8]	[De dood van Orl] 	(8e opzet)	4

## Achtergrondinformatie
- De inleidingen bij de integrale uitgave van Panda (Den Haag) (24 banden) zijn geschreven door Rob van Eijck, historicus en Kresse-kenner.
- De boeken uitgegeven door Uitgeverij Antoninus Pius (Den Haag); auteur: Lex Ritman/A.W. Ritman (aanwezig in de Koninklijke Bibliotheek) [belangrijkste: Eric de Noorman en Erwin de Noorman; 2003].
- De artikelen in Wikipedia over: Muur van Hadrianus, Picten, Pictische steen en runen (zie: b.v. onderdeel over strips).
- Via Swan Features Syndicate werd de strip vertaald in het Frans, Duits, Engels, Fins, Portugees, Spaans en Zweeds.[1]

## In populaire cultuur
- Het Vlaamse dagblad Het Laatste Nieuws vernoemde haar jeugdweekblad Pum-Pum naar het gelijknamige dwergpersonage uit Eric De Noorman.
- De stripreeks had een grote invloed op de realistische beeldverhalen die Willy Vandersteen tekende.
- Ook Dick Matena is een grote fan en publiceerde een hommage aan de auteur in paperbackvorm, genaamd Mijmeringen bij een mythe. Hij tekende ook ooit voor het blad Playboy een parodie op de strip.[2]
- In Arnhem werden in 2006 op ruim twintig panden metershoge doeken ter ere van het 60-jarig bestaan van Eric de Noorman aangebracht.